# Shirley Kaufman
Shirley Kaufman (ur.  5 czerwca 1923 w Seattle, zm. 25 września 2016 w San Francisco) – poetka amerykańska.

## Życiorys
Byłą córką Josepha Pincusa i Nellie (Nechamy) Freeman. Jej rodzice byli żydowskimi emigrantami z Polski. Matka pochodziła z Brześcia Litewskiego, a ojciec z Ulanowa. Pobrali się w Ameryce w 1921. Shirley dorastała w Seattle. Studiowała na Uniwersytecie Kalifornijskim w Los Angeles. Bakalaureat z literatury angielskiej otrzymała w 1944. W 1946 wyszła za mąż za doktora Bernarda Kaufmana, Juniora, kardiologa z San Francisco. Mieli trzy córki, Sharon (ur. 1948), Joan (ur. 1950) i Deborę (Deborah, ur. 1955). W 1974 rozwiodła się. Następnie poślubiła Hillela Matthew Daleskiego, profesora literatury angielskiej na Uniwersytecie Hebrajskim w Jerozolimie. Przeprowadziła się do Izraela.

## Twórczość
Shirley Kaufman zadebiutowała tomikiem The Floor Keeps Turning (1970). W 1973 wydała drugi zbiorek, zatytułowany Gold Country.